# Église Saint-Pierre-et-Saint-Paul de Palačkovci
Pour les articles homonymes, voir Église Saint-Pierre-et-Saint-Paul.
L'église Saint-Pierre-et-Saint-Paul (en serbe cyrillique : Црква Светих апостола Петра и Павла ; en serbe latin : Crkva Svetih apostola Petra i Pavla) est située en Bosnie-Herzégovine, sur le territoire du village de Gornji Palačkovci et dans la municipalité de Prnjavor. Cette église en bois, construite en 1843, est inscrite sur la liste des monuments nationaux de Bosnie-Herzégovine.